# 브랜던 크리스프
브랜던 크리스프(Brandon Emmett Crisp, 1993년 1월 18일 ~ 2008년 11월 10일)는 캐나다에 살던 소년으로, 부모가 게임을 못 하도록 꾸중한 것에 반발해 집을 나간 뒤 사망한 소년이다.
브랜던 크리스프는 엑스박스 360으로 콜 오브 듀티 4(Call of Duty 4: Modern Warfare)를 플레이 하는 것을 좋아했다. 하지만 부모가 소년의 게임 중독을 꾸짖고 게임을 못 하게 하자, 이에 반발하여 집을 가출한다.
이 일이 언론을 통해 알려지자 엑스박스 360을 제조하는 마이크로소프트사는 이 소년을 찾는데 중요한 정보를 제공한 사람에게 2만5000 ∼ 5만 캐나다달러(약 2770∼5440만원)의 포상금을 주기로 했다.
그러나 11월 10일, 소년은 사망한 채로 경찰에 발견되었다. 온타리오 주 경찰은 “이 소년의 시체가 소년의 집에서 얼마 떨어지지 않은 나무 아래에서 발견됐다”고 밝혔다. 이어서 "부검 결과 이 소년이 나무를 기어 오르다가 떨어져 가슴에 상처를 입어 사망한 것으로 추정된다"고 말했다.
그의 사망은 10대 청소년들의 비디오 게임 중독에 대한 논란을 일으켰다.